# Castéra-Verduzan
Castéra-Verduzan är en kommun i departementet Gers i regionen Occitanien i sydvästra Frankrike. Kommunen ligger i kantonen Valence-sur-Baïse som tillhör arrondissementet Condom. År 2022 hade Castéra-Verduzan 1 042 invånare.

## Befolkningsutveckling
Antalet invånare i kommunen Castéra-Verduzan
Referens:INSEE